# 小平蘂岳
小平蘂岳（おびらしべだけ）は、北海道の留萌郡小平町と雨竜郡幌加内町の2町にまたがる標高960.4mの山である。山頂には二等三角点「小平蘂岳」が設置されている。

## 概要
天塩山地の南側に位置する主稜線上の山で、霧立峠を挟んで上古丹別山と対峙する。山頂周辺には無名な池が存在する。なおすぐ南のピークの方が若干山頂よりも標高が高い（980m以上）。
かつては「オピラウシュペッヌプリ（小平蘂川・山）」と呼ばれており、小平蘂川の源頭であった。小平蘂川はアイヌ語の「オ・ピラ・ウシ・ペッ（川口・崖・ある・川）」が語源であるとされ、河口の北岸が崖であることからついた。

## 登山
登山道はないため残雪期に登られる。霧立峠から主稜線を南下して山頂へ行くのがメインルートで、アップダウンを繰り返すため体力が必要である。